# Agata Zysiak
Agata Zysiak (ur. 1985 w Łodzi) – polska socjolożka specjalizująca się w socjologii historycznej, studiach miejskich, studiach nad Europą Wschodnią, modernizacji i mobilności społecznej. W swoich badaniach wykorzystuje metody jakościowe, historię mówioną i analizę biograficzną.
Jest absolwentką studiów magisterskich na socjologii na Wydziale Ekonomiczno-Socjologicznym Uniwersytetu Łódzkiego, na którym obroniła również pracę doktorską z nauk społecznych pod kierunkiem prof. Kazimierza Kowalewicza. W roku 2017 została Laureatką Nagrody Historycznej im. Kazimierza Moczarskiego za książkę Punkty za pochodzenie. Powojenna modernizacja i uniwersytet w robotniczym mieście (Wydawnictwo Nomos). W laudacji wygłoszonej podczas wręczenia nagrody prof. Andrzej Friszke wskazał, że:
Książka jest polemiką wobec najpowszechniej dziś realizowanej historii, w której lata powojenne są jedynie okresem represji, terroru i zniewolenia. Nie zapominając o tych tragicznych kartach powojnia, Agata Zysiak ukazuje inną perspektywę – projektu wielkiej modernizacji. Już na wstępie osadza tę koncepcję w literaturze światowej – socjologicznej i politologicznej, a egzemplifikację przenosi do Łodzi – robotniczego miasta położonego niedaleko zburzonej Warszawy.
Za Punkty za pochodzenie Zysiak otrzymała również nagrodę „Bronisław Geremek Prize” za wybitną pierwszą książkę oraz Nagrodę Rektora Uniwersytetu Łódzkiego. W 2023 roku wydała w Stanach Zjednoczonych książkę Limiting Privilege: Upward Mobility Within Higher Education in Socialist Poland (nakładem wydawnictwa Purdue University Press), która bazuje na jej badaniach zgromadzonych do nagrodzonej wcześniej polskojęzycznej publikacji.

## Działalność naukowa
Realizowała projekty naukowe finansowane przez Narodowe Centrum Nauki, w tym grupowy projekt badawczy o wizjach modernizacji na podstawie łódzkiej prasy, a także projekty indywidualne – na etapie doktoratu o powojennej edukacji wyższej oraz podoktorski porównujący narracje robotników w polskiej Łodzi i amerykańskim Detroit.
Była stypendystką m.in. Uniwersytetu Środkowoeuropejskiego w Budapeszcie oraz Fundacji Kościuszkowskiej. W ramach rezydencji badawczych wizytowała dwukrotnie na Uniwersytecie Michigan w Ann Arbor, ponadto na Uniwersytecie Stanowym Wayne w Detroit, na Wolnym Uniwersytecie Berlina oraz w Instytucie Historii Europy Wschodniej Uniwersytetu Wiedeńskiego. W roku akademickim 2017/2018 była członkinią Szkoły Nauk Społecznych Instytutu Studiów Zaawansowanychw Princeton. Była adiunktką w Instytucie Studiów Społecznych Uniwersytetu Warszawskiego. Od 2016 pracuje jako adiunktka w Instytucie Socjologii na Uniwersytecie Łódzkim. Od 2021 roku jest „postdoczką” w Research Center for the History of Transformations (RECET) w Wiedniu.
Jest członkinią Polskiego Towarzystwa Socjologicznego; Polskiego Towarzystwa Historii Mówionej; Akademii Młodych Uczonych PAN; Association for Slavic, East European, and Eurasian Studies (ASEEES) oraz European Association of Urban History (EAUH).

## Działalność społeczna
Jest współzałożycielką Łódzkiego Stowarzyszenia Inicjatyw Miejskich „Topografie”, w latach 2007–2013 pełniła w nim funkcję przewodniczącej. Była częścią zespołu odpowiadającego za program i działanie prowadzonego przez stowarzyszenie Miejskiego Punktu Kultury Prexer-UŁ (centrum kultury działającego pod mecenatem Uniwersytetu Łódzkiego). Była inicjatorką pierwszych w historii stowarzyszenia projektów i szkoleń związanych z historią mówioną oraz archiwistyką społeczną, a także współautorką koncepcji portalu Cyfrowe Archiwum Łodzian Miastograf.pl.

## Nagrody
- 2017 Nagroda Inki Brodzkiej-Wald za najlepszą pracę doktorską dotyczącą współczesności z dziedziny humanistyki
- 2017 Nagroda Historyczna im. Kazimierza Moczarskiego za książkę Punkty za pochodzenie
- 2017 Bronisław Geremek Prize for an outstanding first book – za książkę Punkty za pochodzenie
- 2017 Nagroda Rektora Uniwersytetu Łódzkiego – za książkę Punkty za pochodzenie

## Stypendia
- 2019–2024 Stypendium Ministra Nauki i Szkolnictwa Wyższego dla Wybitnych Młodych Naukowców
- 2015 Stypendium Fundacji Kościuszkowskiej, Polska-USA
- 2013 Doctoral Support Program, Central European University w Budapeszcie

## Książki
- Limiting Privilege: Upward Mobility Within Higher Education in Socialist Poland, Wydawnictwo Purdue University Press, West Lafayette 2023;
- Wielki przemysł, wielka cisza: Łódzkie zakłady przemysłowe 1945–2000, Wydawnictwo Uniwersytetu Łódzkiego i Stowarzyszenie Topografie, Łódź 2020 (wydanie drugie, poprawione w roku 2022), wraz z Martą Madejską, Marcinem Szymańskim, Joanną Kocembą-Żebrowską, Wiesławą Różycką-Stasiak, Eweliną Kurkowską, Michałem Grudą;
- Punkty za pochodzenie. Powojenna modernizacja i uniwersytet w robotniczym mieście, Wydawnictwo Nomos, Kraków 2017;
- From Cotton and Smoke. The Industrial City and Discourses of Asynchronous Modernity, Wydawnictwo Uniwersytetu Łódzkiego, Łódź 2018 (polskie tłumaczenie w 2021); wraz z Kamilem Śmiechowskim, Kamilem Piskałą, Wiktorem Marcem, Kają Kaźmierską i Jackiem Burskim;
- Opowiedzieć uniwersytet – Łódź akademicka w biografiach, Wydawnictwo Uniwersytetu Łódzkiego, Łódź 2015 (drugie wydanie w 2016), wspólnie z Kają Kaźmierską i Katarzyną Waniek;

Rozdziały w publikacjach zbiorowych:
- Kobiety na katedry! Profesorki w PRL i ograniczenia akademickiego awansu, [w:] Miasto pracujących kobiet, red. I. Desperak, M.Krogulec, Wydawnictwo Uniwersytetu Łódzkiego, Łódź 2020;
- Marsylia 1940/41. Dziwne losy Amerykanina na europejskiej wyprzedaży umysłów, [w:] Migracje modernizmu, red. Tomasz Majewski, Agnieszka Rejniak-Majewska, Wiktor Marzec, Wyd. Officyna, Łódź 2014;
- Miasto, morderstwo, maszyna. Osobliwe przypadki we wczesnonowoczesnej Łodzi, [w:] Rekonfiguracje modernizmu. Nowoczesność i kultura popularna, red. Tomasz Majewski, WAiP, Warszawa 2009, wraz z Wiktorem Marcem.